# Hollen (Gütersloh)

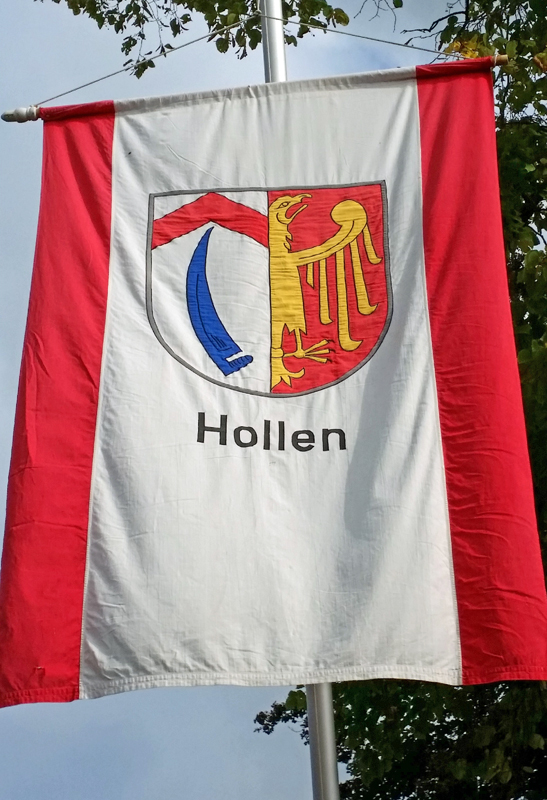
Flagge mit dem Wappen von Hollen, gehisst vor der Evangelischen Kirche Isselhorst

Hollen ['hɔlən] ⓘ ist ein nördlicher Stadtteil von Gütersloh in Ostwestfalen-Lippe, der 1970 im Rahmen der kommunalen Neugliederung in die heutige Kreisstadt Gütersloh eingemeindet wurde.

## Geografie
Hollen liegt im Osten der Westfälischen Bucht. Eine kleine Anhöhe in der ansonsten flachen Landschaft ist der Holler Brink, auf dem ehemals eine Windmühle stand.

## Geschichte
In Hollen wurden einige der ältesten Spuren menschlichen Wirkens im heutigen Stadtgebiet von Gütersloh gefunden. So stehen ein Siedlungsplatz und zwei Urnenfriedhöfe aus der Bronze-/Eisenzeit auf der Liste der Bodendenkmäler in Gütersloh.
1198 wurde Hollen in einer Urkunde des Paderborner Bischofs Bernhard I. als „Honlo“ zum ersten Mal urkundlich erwähnt. Darin bestätigt Bernhard I. dem Kloster Marienfeld den Anspruch auf einen Zehnten in Hollen und Ebbesloh. Dieser Zehnte wurde dem Kloster bereits bei der Gründung vom Münsteraner Bischof Hermann II. geschenkt. Zu Beginn des 13. Jahrhunderts sind in Hollen Besitzungen des Klosters Herzebrock nachgewiesen. Die Bauerschaft Hollen gehörte bis zur Franzosenzeit zur Vogtei Brackwede im Amt Sparrenberg der Grafschaft Ravensberg und von 1807 bis 1813 zum Kanton Brackwede im Königreich Westphalen. 1816 kam Hollen zum neuen Kreis Bielefeld, in dem die Gemeinde zum Amt Brackwede gehörte. Im Jahr 1969 beschloss der Holler Gemeinderat den Anschluss an die Stadt Gütersloh und sprach sich damit gegen den möglichen Anschluss an die Stadt Bielefeld aus. Diese Zuordnung trat am 1. Januar 1970 in Kraft. Durch die Gebietsreform von 1973 wurde Hollen Teil des Kreises Gütersloh.

### Religionen
Hollen gehört zum Kirchspiel Isselhorst. Eine eigene Kirche hatte Hollen nie. Von den 362 Einwohnern mit Hauptwohnsitz in Hollen (Stand Dezember 2000) sind 273 oder 75,4 % evangelisch und 42 oder 11,6 % katholisch. 47 oder 13,0 % gehören einer anderen oder keiner Religionsgemeinschaft an.

## Politik

### Wappen
Beschreibung: In gespaltenem Schild vorne in silbernem Feld unter einem roten Sparren ein aufwärts gekehrtes blaues Sensenblatt, hinten in rotem Feld ein halber goldener Adler am Spalt.
Bedeutung: Die Sense charakterisiert Hollen als eine ländliche Gemeinde. Der rote Sparren steht für die frühere Zugehörigkeit zur Grafschaft Ravensberg. Der Schildfuß zeigt das Wappen der Grafen von Rietberg, die hier einst einflussreiche Grundherren waren.

## Wirtschaft und Infrastruktur
Hollen und seine Umgebung ist stark landwirtschaftlich geprägt. Entlang der Verbindungsstraße zwischen Marienfeld und Bielefeld (L806) hat sich eine kleine geschlossene Siedlung gebildet, umgeben von Feldern und Wiesen. Dort gibt es eine – auch von Gästen aus anderen Gütersloher Stadtteilen und aus Bielefeld frequentierte – Gaststätte sowie mehrere Handwerks- und kleinere Gewerbebetriebe. Unweit der Siedlung stehen die Gebäude der Brennerei Clüsener und des Mühlenbetriebs Dreesbeimdieke.
Neben der Gaststätte ist die Reithalle, im Sommer auch der Reit- und der Fahrplatz neben dem Hof Meyer zu Hollen ein gesellschaftlicher Treffpunkt.
Im 1931 errichteten Gebäude der alten Holler Schule, die 1968 aufgelöst wurde, befindet sich heute ein Waldorfkindergarten.

## Vereine und Veranstaltungen
Der Pferdesportverein Steinhagen-Brockhagen-Hollen entstand im Juni 2013 durch die Fusion des Ländlichen Reit- und Fahrvereins Hollen mit dem Zucht-, Reit- und Fahrverein Steinhagen. Der Ländliche Reit- und Fahrverein Hollen war 1947 wiedergegründet worden, nachdem sich der 1934 ins Leben gerufene Reitertrupp Hollen im Zweiten Weltkrieg aufgelöst hatte. Der Verein hatte mehr Mitglieder, als Hollen Einwohner hat (im Jahr 2000 waren es 400 Mitglieder), zog also auch Pferdeliebhaber und Reitsportbegeisterte aus den Nachbargemeinden an.
Die Landjugend Hollen ist im gesamten Kirchspiel Isselhorst aktiv.
Jedes Jahr findet in Hollen ein großes Osterfeuer statt.

## Sehenswürdigkeiten
Am Reithallenweg befindet sich die heute der Familie Prante gehörende Hofstelle Hugo. Das Wohnhaus wurde ursprünglich für den Landhauptmann Bertram Hugo errichtet. Am Torbalken ist es 1656 bezeichnet. Der Fachwerkbau mit utluchtartigem Vorbau ist an der Frontseite mit Flachschnitzereien versehen, wie sie auch der heute im LWL-Freilichtmuseum Detmold wiederaufgebaute Valepagenhof aus Delbrück aufweist. Der Giebel von Haus Prante steht mit drei anderen Objekten aus Hollen – einem weiteren Hof im Reithallenweg, dem Hof Meier zu Hollen und einem Wohn- und Geschäftshaus von 1912 (später Gaststätte „Mams“ bzw. „froh & munter“) – auf der Liste der Baudenkmäler in Gütersloh.

## Sonstiges
- In Hollen steht eine der circa 2000 Messstationen des Radioaktivitätsmessnetzes des Bundesamtes für Strahlenschutz, über die die sogenannte Gamma-Ortsdosisleistung ermittelt wird.
- Auf dem Holler Knapp wurde im Juni 1995 an der Stelle, wo zwischen 1872 und 1910 Heinrich Dreesbeimdieke eine Windmühle betrieb, eine 110-KW-Windkraftanlage in Betrieb genommen. Im Mai 1996 folgte der „Solarpark Hollen“, eine 110-KW-Solarstromanlage mit einer Solarmodulfläche von 1000 m².